# BLM-Hörfunk-Preis
Der BLM-Hörfunk-Preis wird von der Bayerischen Landeszentrale für neue Medien an Hörfunkproduktionen vergeben.
Der Preis wird in den Kategorien Allgemeine Berichterstattung und Information, Comedy und Unterhaltung, Sparten-/Sondersendung, Werbung und Promotion sowie Nachwuchspreis vergeben.
2012 wurde anlässlich der 25. Verleihung des BLM-Hörfunkpreises ein Preis in der Kategorie Sonderpreis: Moderation vergeben. Später kam auch der vom Evangelischen Presseverband für Bayern und dem katholischen Medienhaus Sankt Michaelsbund ausgelobte Spezialpreis „Kultur, Medien und Kirchen“ hinzu.
Den BLM-Lokalfernseh-Preis erhalten Fernsehproduktionen in den Kategorien Allgemeine Berichterstattung und Information, Comedy und Unterhaltung, Sparten- /Sondersendung, Werbung und Promotion sowie Nachwuchspreis.
Der BLM-Hörfunk-Preis wurde 1987 gegründet und 1988 zum ersten Mal vergeben. Vier Jahre später erfolgte der BLM-Lokalfernseh-Preis. Die Preise werden von einer internationalen Jury aus Medienexperten vergeben und sind mit je 3000 Euro dotiert. Ausgezeichnet werden Produktionen, die jeweils im Verlauf des Vorjahres im Rundfunk oder Fernsehen von Bayern gesendet wurden.

## Jury
Die aktuelle Jury (Stand 2022) besteht aus:
- Torsten Rossmann (Vorsitz)
- Henriette Fee Grützner, Moderatorin bei Radio PSR, Leipzig
- Detlef Kuschka
- Katrin Müller-Hohenstein, Fernsehmoderatorin
- Marc Rasmus, Senderchef von Kabel 1
- Carmen Schmalfeldt, Moderatorin
- Julia Schutz, Programmgeschäftsführerin Antenne NRW
- Philipp Walulis, Fernsehmoderator